# ルキウス・カルプルニウス・ピソ・カエソニヌス
ルキウス・カルプルニウス・ピソ・カエソニヌス（ラテン語: Lucius Calpurnius Piso Caesoninus, 生没年不詳）は、共和政ローマ末期の政治家。同名の息子ルキウスは紀元前15年に執政官を、紀元前50年にはケンソル（監察官）を務めた。また、娘カルプルニアはガイウス・ユリウス・カエサルの妻となった。

## 経歴
紀元前58年にアウルス・ガビニウスと共に執政官に選ばれ、カエサルとグナエウス・ポンペイウス、マルクス・リキニウス・クラッススら第一回三頭政治派に属して護民官クロディウスと共謀、マルクス・トゥッリウス・キケロを追放した。報酬として、マケドニア属州の総督として紀元前57年から紀元前55年に元老院に呼び戻されるまで務めた。
呼び戻されたピソを持っていたのはキケロによる元老院での弾劾であり、彼は被告として守勢に立たされ、弁護を要請する書面を提示するが、この時点でキケロは途中で裁判を放棄してしまう。一説には義理の息子であったカエサルを裁判の場に出したくなかったからとも言われている。
紀元前49年からのローマ内戦では、ピソは中立としての立場を取った。しかしローマに攻め入ろうとすると彼はカエサルへの抗議の意思としてローマを去るも、カエサルのライバルであるポンペイウスの明確な支持をすることはなかった。
カエサルの暗殺後、ピソはカエサルの遺書を厳密に実行するよう主張、最初はマルクス・アントニウスと対立した。しかし後にアントニウスの支持者となり、対立するオクタウィアヌスとの仲を取り持つ役目を負った。

## 関連事物
上記のキケロによる弾劾は『ピソ弾劾』（羅: In Pisonem）として現存しており、罵倒の表現に満ちた弁論作品として知られる。
同時代のカッシウスやアッティクスと同様、エピクロス主義の信奉者であり、エピクロス派哲学者ピロデモスのパトロンでもあった。
ポンペイ近郊の遺跡ヘルクラネウムのパピルス荘は、ピソが所有したヴィラだったと推定される。